# Joseph Charles Bambera
Joseph Charles Bambera (Carbondale, Pensilvânia, 21 de março de 1956) é um padre católico norte-americano, bispo de Scranton, na Grande Filadélfia, desde 2010.
Nasceu na família de Joseph e Irene nee Kucharski. Em 1978, obteve um diploma de história da Universidade de Pittsburgh. Completou, então, seminários em Dalton e Northampton. 
Em 5 de novembro de 1983, foi ordenado sacerdote pelo futuro cardeal John O'Connor. Ele serviu em sua Diocese de Scranton, incluindo como auditor em um tribunal diocesano e diretor de peregrinações. Enviado em 1989 para continuar seus estudos em Ottawa, completou seus estudos com bacharelado em Direito Canônico. Em anos posteriores houve, entre outros, Diretor de Formação do Seminário Dalton, Juiz do Tribunal Diocesano, Diretor do Ofício Ecumênico e Vigário Episcopal para os Sacerdotes e Pároco de várias paróquias. Prelado Honorário de Sua Santidade desde 1997. 
Em 31 de agosto de 2009, foi nomeado delegado do Card. Justino Rigali, que era administrador apostólico, para cuidar da diocese durante o período de sede vacante após a renúncia do ordinário.
Em 23 de fevereiro de 2010, foi nomeado Bispo de Scranton. O sacrifício foi dado a ele pelo Card. Rigali. 